# Straßenschlepper

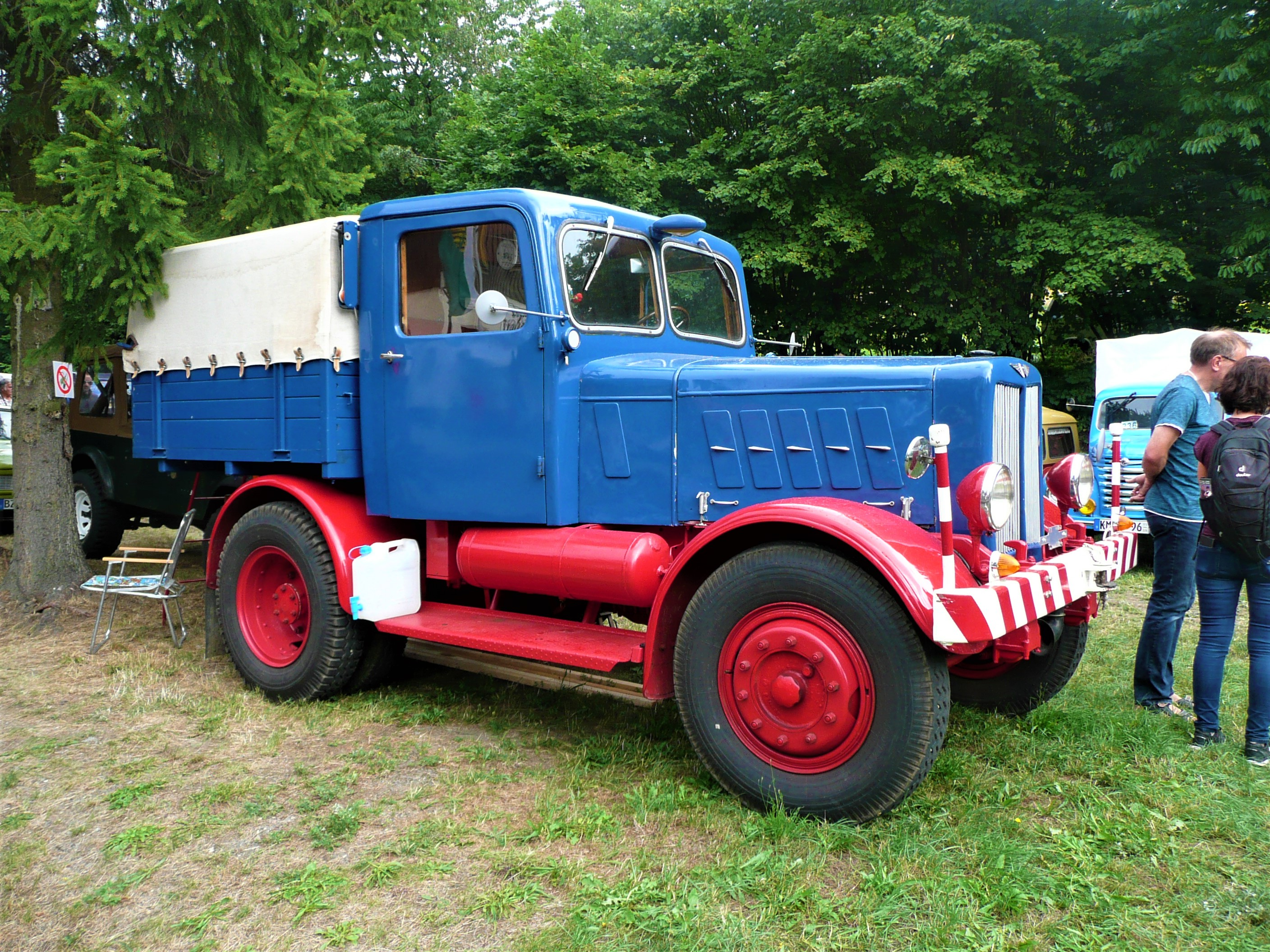
Straßenschlepper
Hanomag SS 100

Straßenschlepper, auch Straßenzugmaschinen oder Eilschlepper genannt, dienen dem Ziehen von Anhängern auf befestigten Wegen und Straßen.

## Geschichte
Vorläufer des Straßenschleppers ist die durch eine Dampfmaschine angetriebene Lokomobile. Diese war jedoch häufig für den Betrieb auf Landstraßen zu schwer, außerdem vielfach für die zu bewegenden Lasten von nur wenigen Tonnen völlig überdimensioniert.

### Anfänge bis 1945
Bereits vor dem Ersten Weltkrieg gab es Versuche, mit Ottomotoren betriebene Straßenzugmaschinen herzustellen, als Pionier auf diesem Gebiet gilt J. E. Christoph in Niesky. Dieses Unternehmen stellte 1907 ein erstes als „Straßenschlepper“ zu bezeichnendes Fahrzeug her. Indessen blieb es sowohl bei Christoph wie auch bei anderen Herstellern zunächst beim Bau von Prototypen und Einzelexemplaren.
Eine Wende trat erst in den 1920er Jahren ein, als die Kraftfahrzeuge zuverlässiger wurden. Damals wurden Güter noch hauptsächlich mit der Bahn transportiert; es gab nur wenige Orte, die weiter als 10 km von einem Bahnhof entfernt lagen. Der Transport vom und zum Bahnhof erfolgte üblicherweise mit Pferdefuhrwerken. Be- und entladen wurden die Fuhrwerke noch von Hand. An der Entladestelle blieben die Pferde eingespannt, fielen also bis zur vollständigen Entladung des Fuhrwerks aus. Der Straßenschlepper konnte dagegen seine(n) Anhänger an der Entladestelle abstellen, neue beladene Anhänger an einer Beladestelle abholen und zu anderen Kunden bringen und die inzwischen geleerten Anhänger auf einer Rückfahrt wieder abholen. Zudem war er schneller als das üblicherweise nur im Schritttempo fahrende Pferdefuhrwerk, das dazu an größeren Steigungen Vorspann brauchte.
Aus gleichem Grunde war er auch wirtschaftlicher als der Lastkraftwagen, weil der Lastkraftwagen ebenfalls an der Be- und Entladestelle während der Zeit des Be- und Entladens halten musste und Fahrer und Fahrzeug nicht genutzt wurden.
Infolgedessen begannen zahlreiche Unternehmen mit der Produktion von Straßenschleppern, die ihre Blütezeit in den 1930er und 1940er Jahren erlebten: Insbesondere Kohlen- und Baustoffhändler, aber auch andere Fuhrunternehmer bedienten sich vorzugsweise des Straßenschleppers.

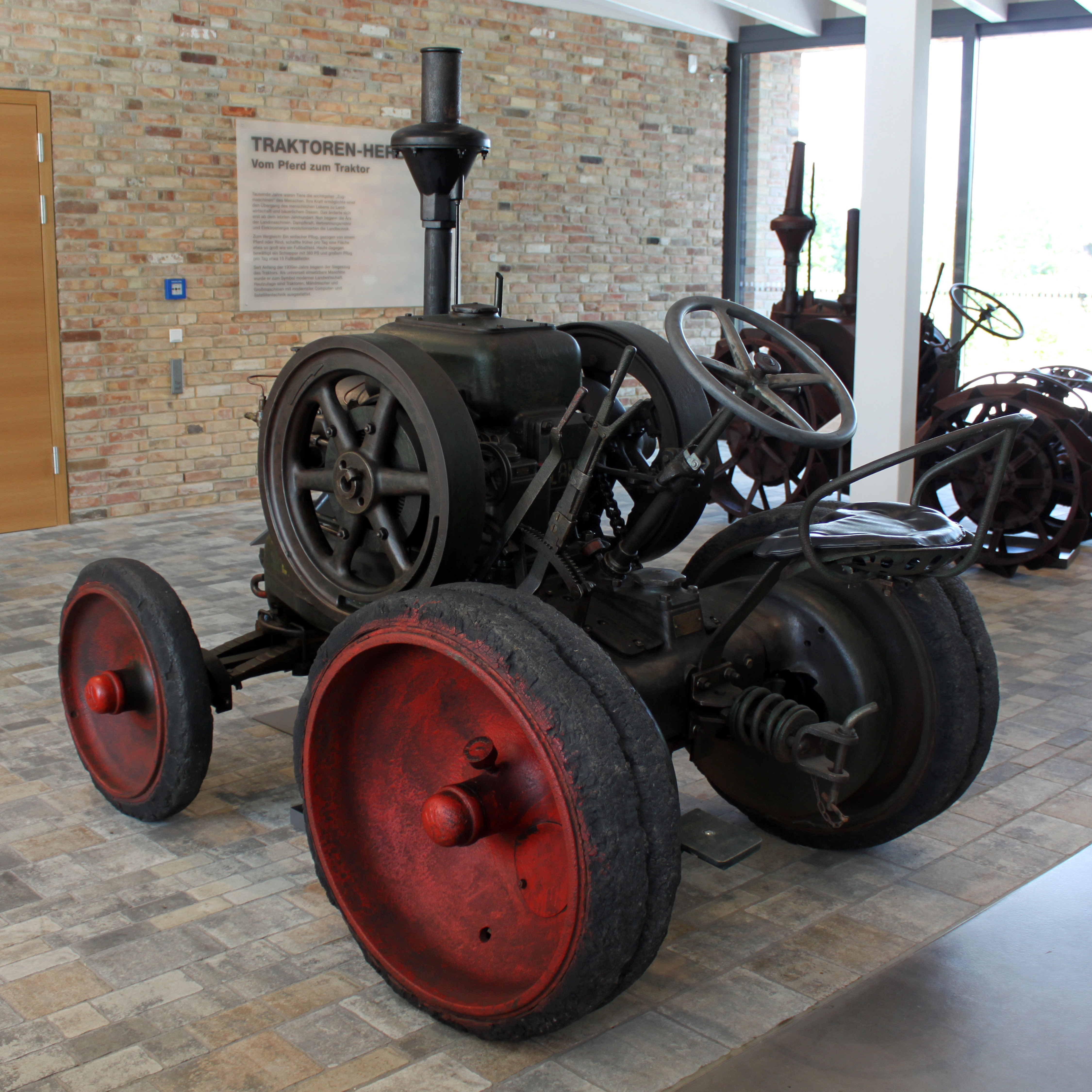
Lanz HL12 Bulldog
Deutz MTZ220 ca.1930[4]
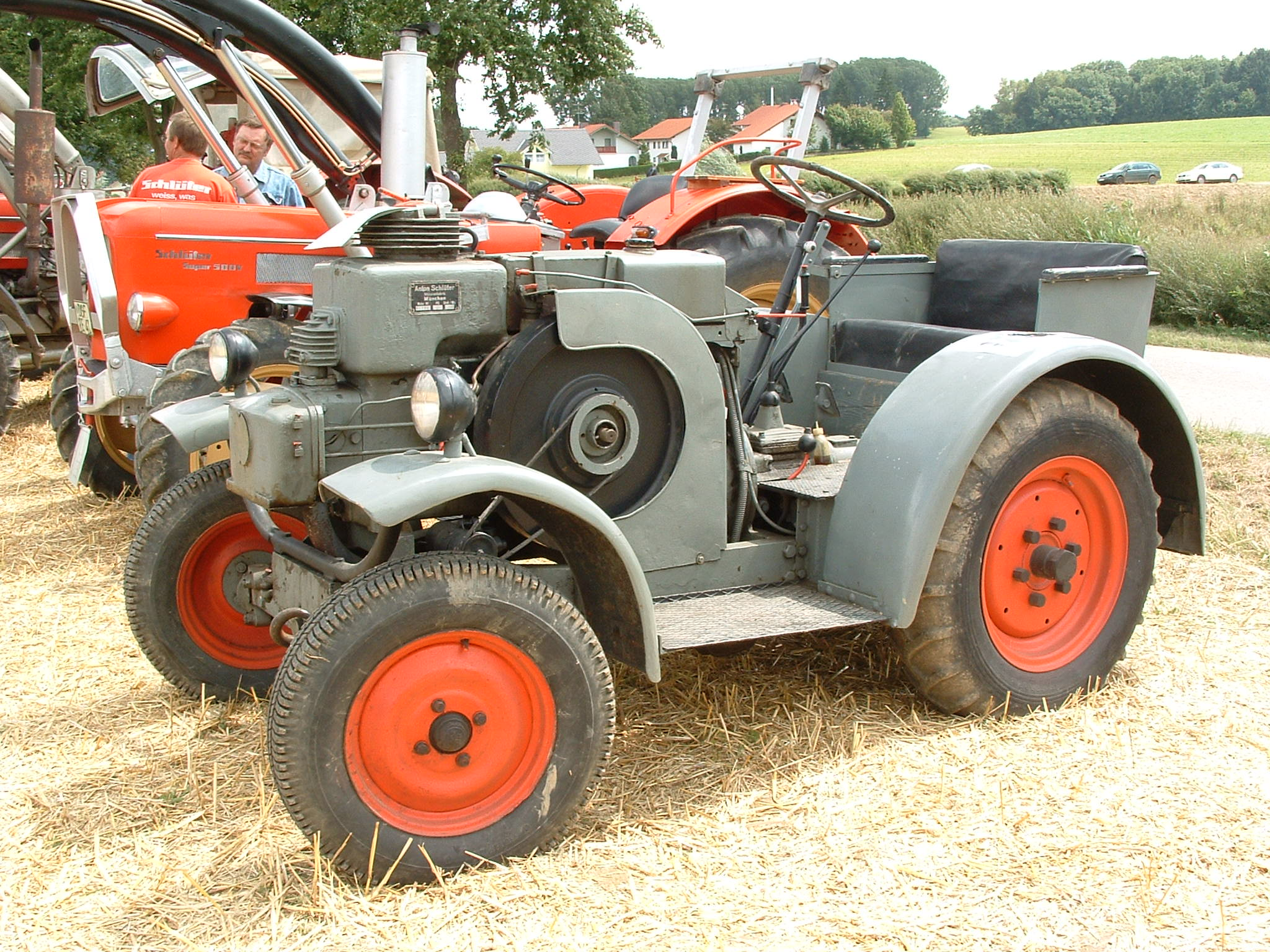
Schlüter DZM 25
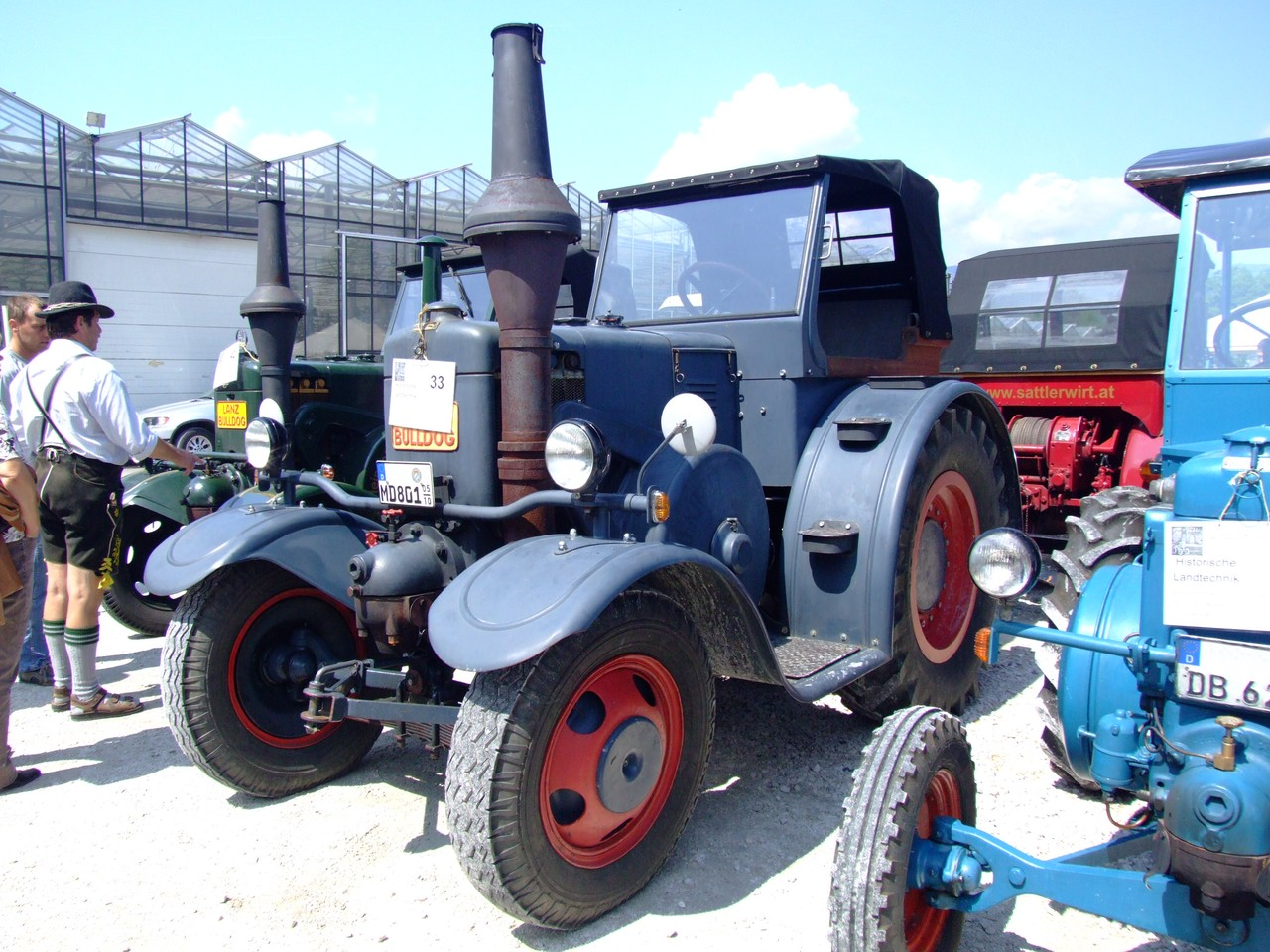
Lanz D 9506 Bj.1941
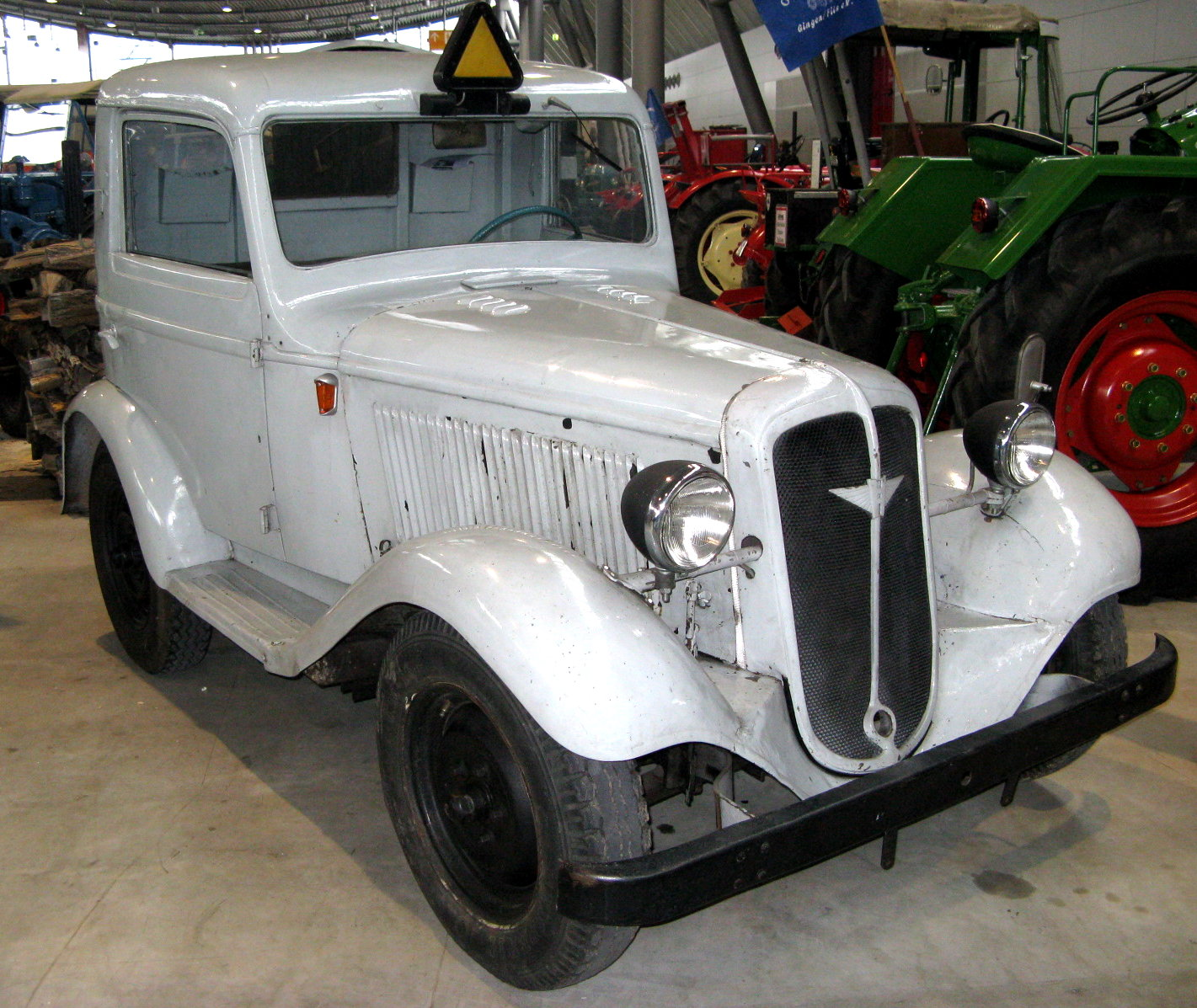
Hanomag SS 20

### Wehrmacht

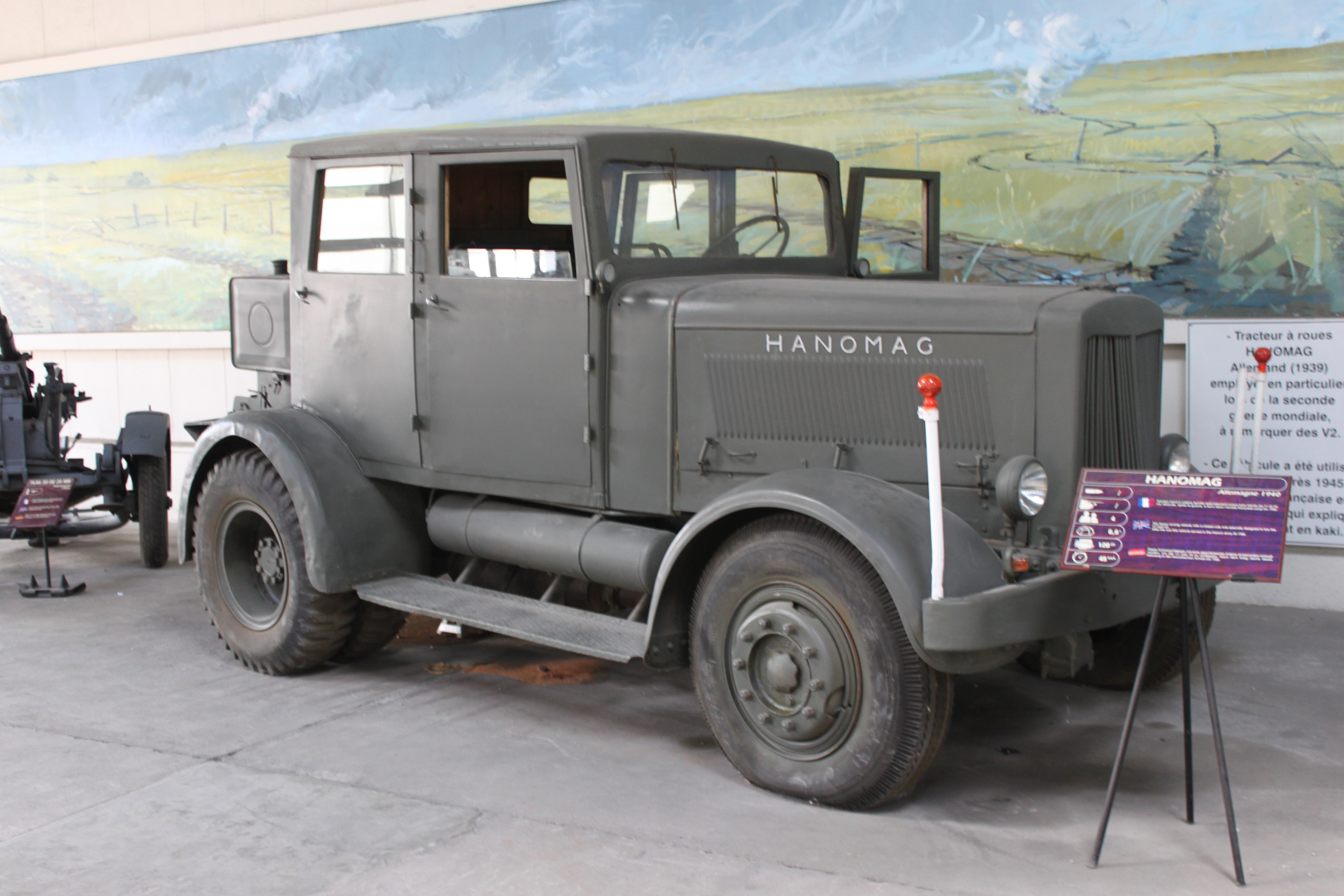
Hanomag SS 100 Straßenschlepper Baujahr 1939

Auch die Wehrmacht verwendete Straßenschlepper, einerseits in der Luftwaffe zum Ziehen von Flugzeugen auf Flugplätzen, andererseits im Heer vor allem:
- zum Transport von Anhängern mit Telegraphenstangen in Feldkabelbau-Kompanien
- zum Ziehen von Mehrachsanhängern in Depots
- als schwere Radschlepper in Pioniereinheiten[7]

Die offizielle logistische Bezeichnung dieser Fahrzeugklassen bei der Wehrmacht lautete „Radschlepper“, man unterschied:
- leichte Radschlepper (o): bis 3 Tonnen Zugleistung
- mittlere Radschlepper (o): von 3 bis 8 Tonnen Zugleistung
- schwere Radschlepper (o): über 8 Tonnen Zugleistung.

Von der Wehrmacht verwendet wurden vor allem mittlere und schwere Radschlepper.

### Nach 1945
Das Ende des Straßenschleppers setzte in der Nachkriegszeit ein: Kohle wurde durch andere Brennstoffe ersetzt, moderne Entladevorrichtungen wie Gabelstapler  oder am LKW montierte Ladekrane setzten die Entladungszeiten herab, Paletten und Container verkürzten die Be- und Entladezeit zusätzlich. Der Sattelzug ermöglichte bessere Gewichtsverteilung, ließ sich leichter lenken und gestattete ebenfalls, bei längeren Be- und Entladungszeiten den Auflieger ohne Zugmaschine abzustellen. Ackerschlepper hatten mittlerweile alle Gummireifen und infolge höherer Leistung auch größere Geschwindigkeiten. In der DDR gehörte der Straßenschlepper allerdings insbesondere als Kohlentransportfahrzeug bis 1990 zum alltäglichen Straßenbild.

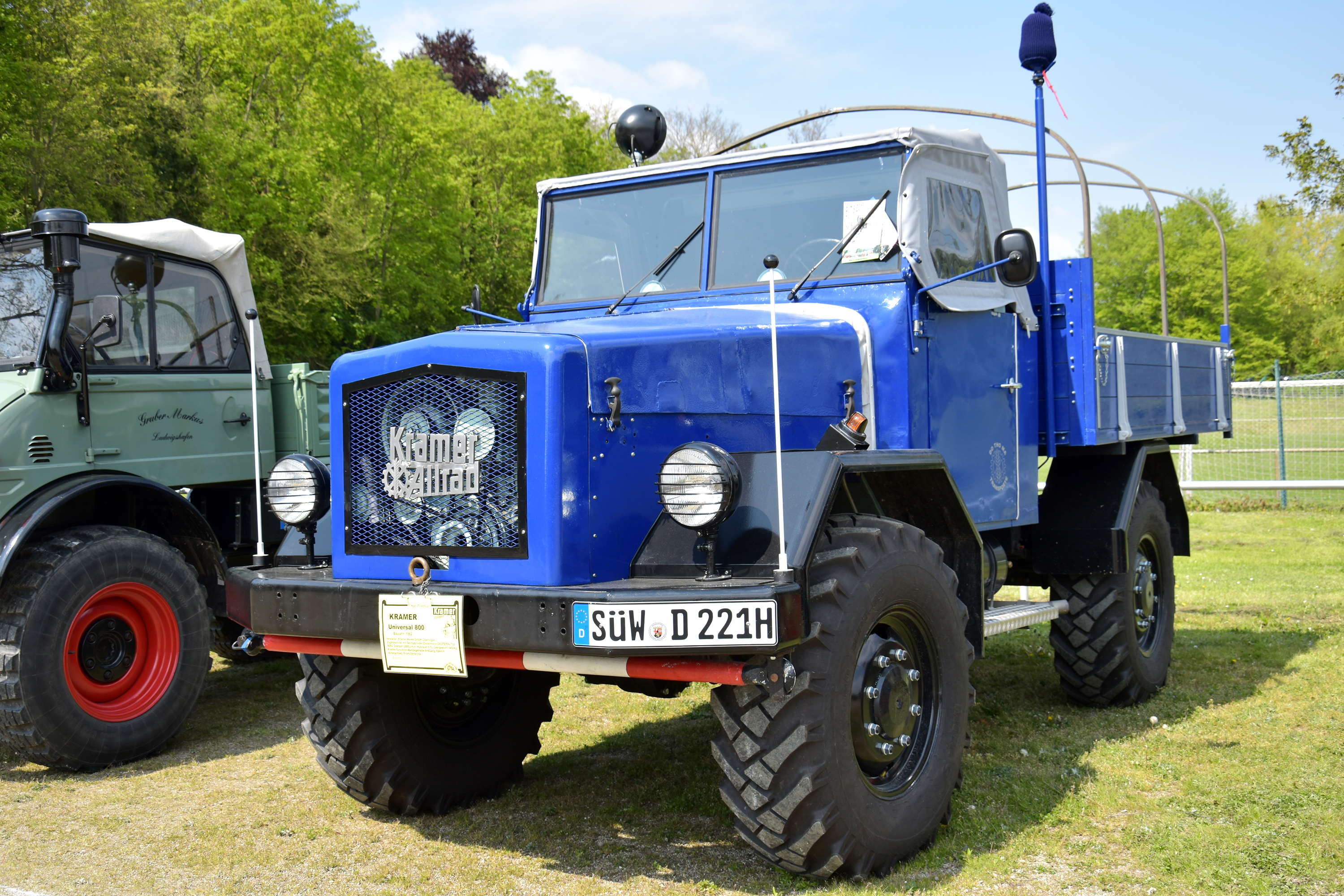
Kramer Allrad U 800
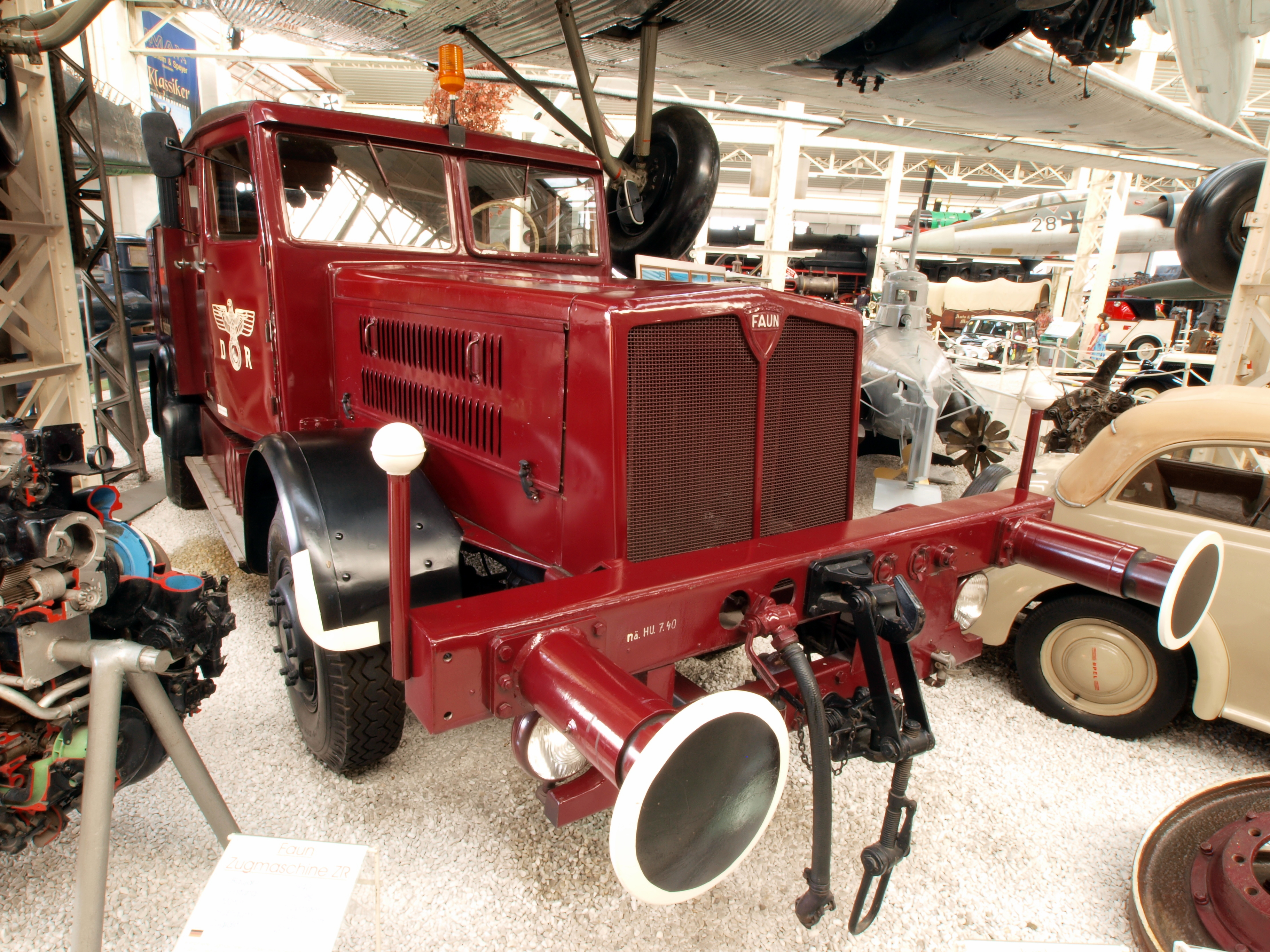
Faun ZRS Schiene-Straße-Zugmaschine, Bj.1940
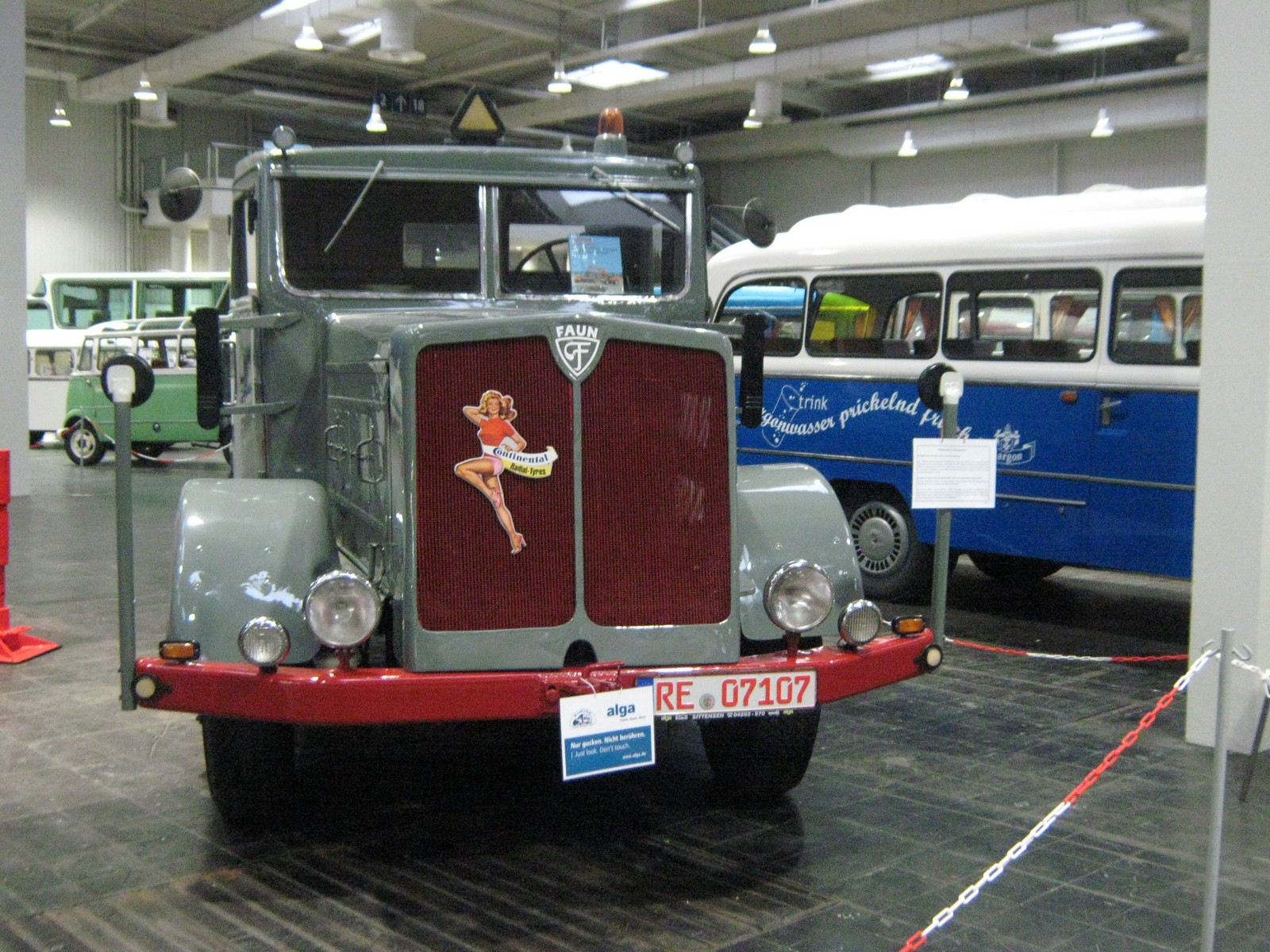
Faun Z567 (150 PS)
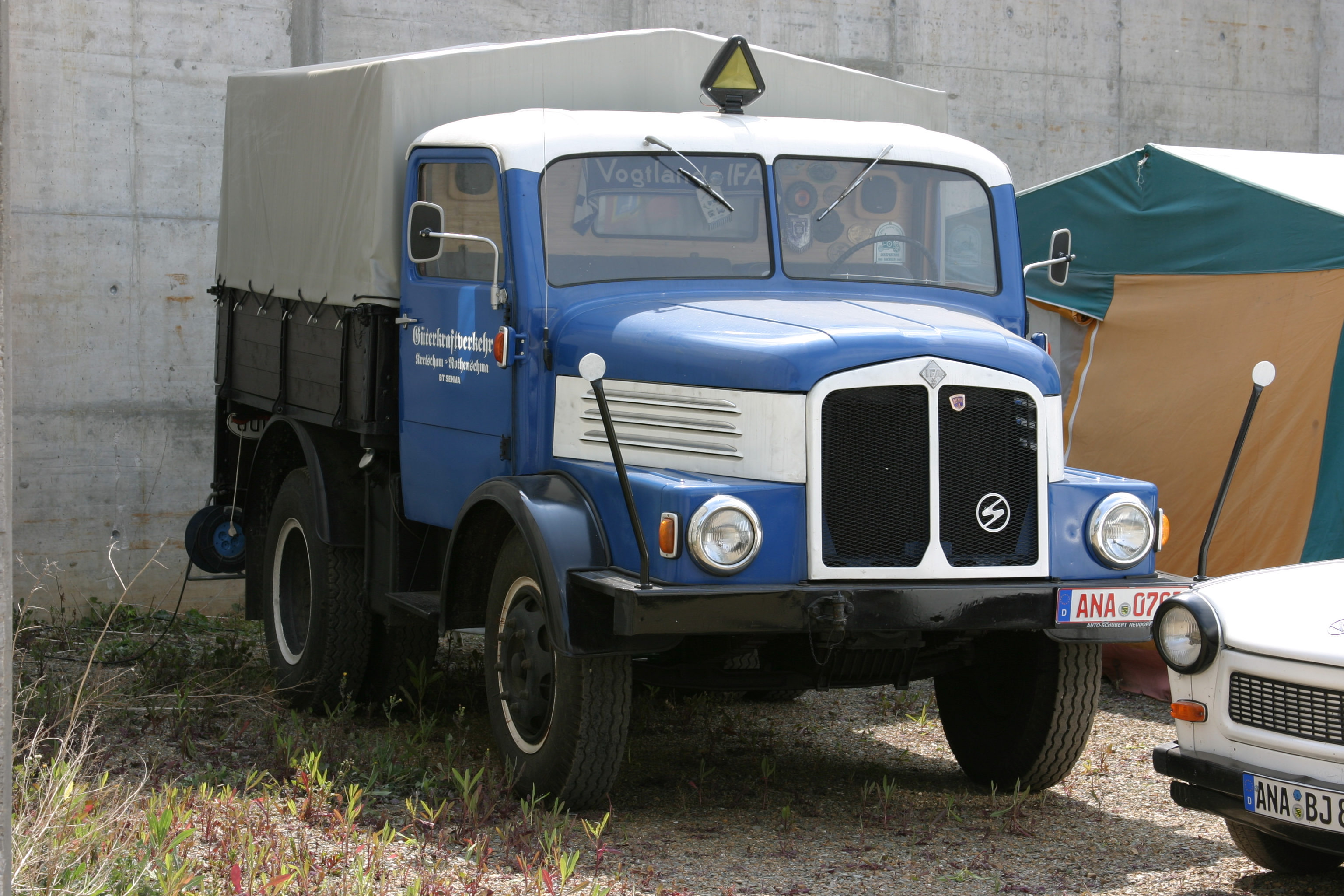
IFA H3A Zugmaschine

Heute mag der Unimog als letzter Vertreter dieser einst häufigen Gattung gelten, daneben gibt es schwerste  Straßenzugmaschinen zum Ziehen von Spezialanhängern für besonders voluminöse Lasten.

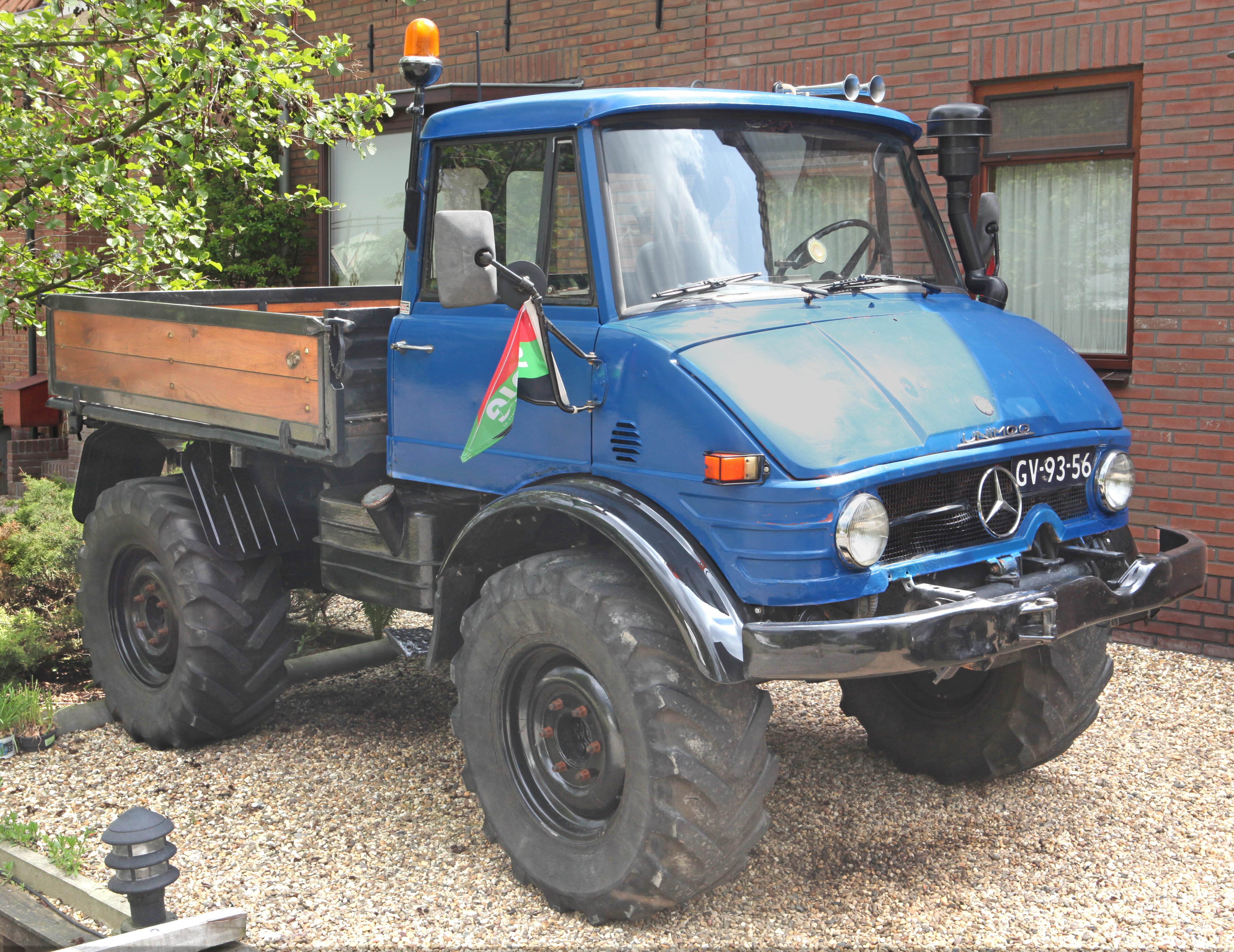
MB-Unimog 406 Bj.1976
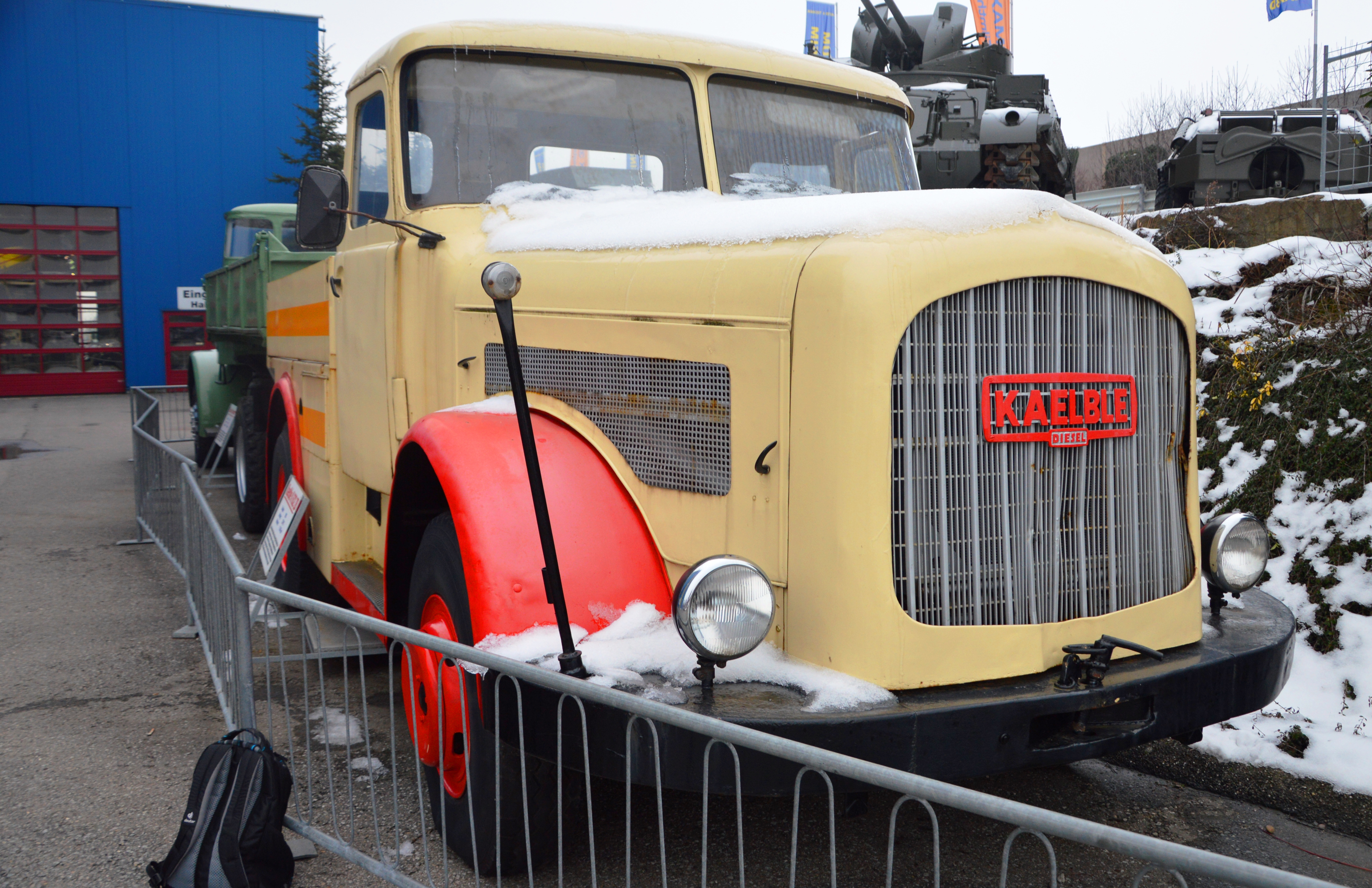
Kaelble K632 ZB Bj.1963
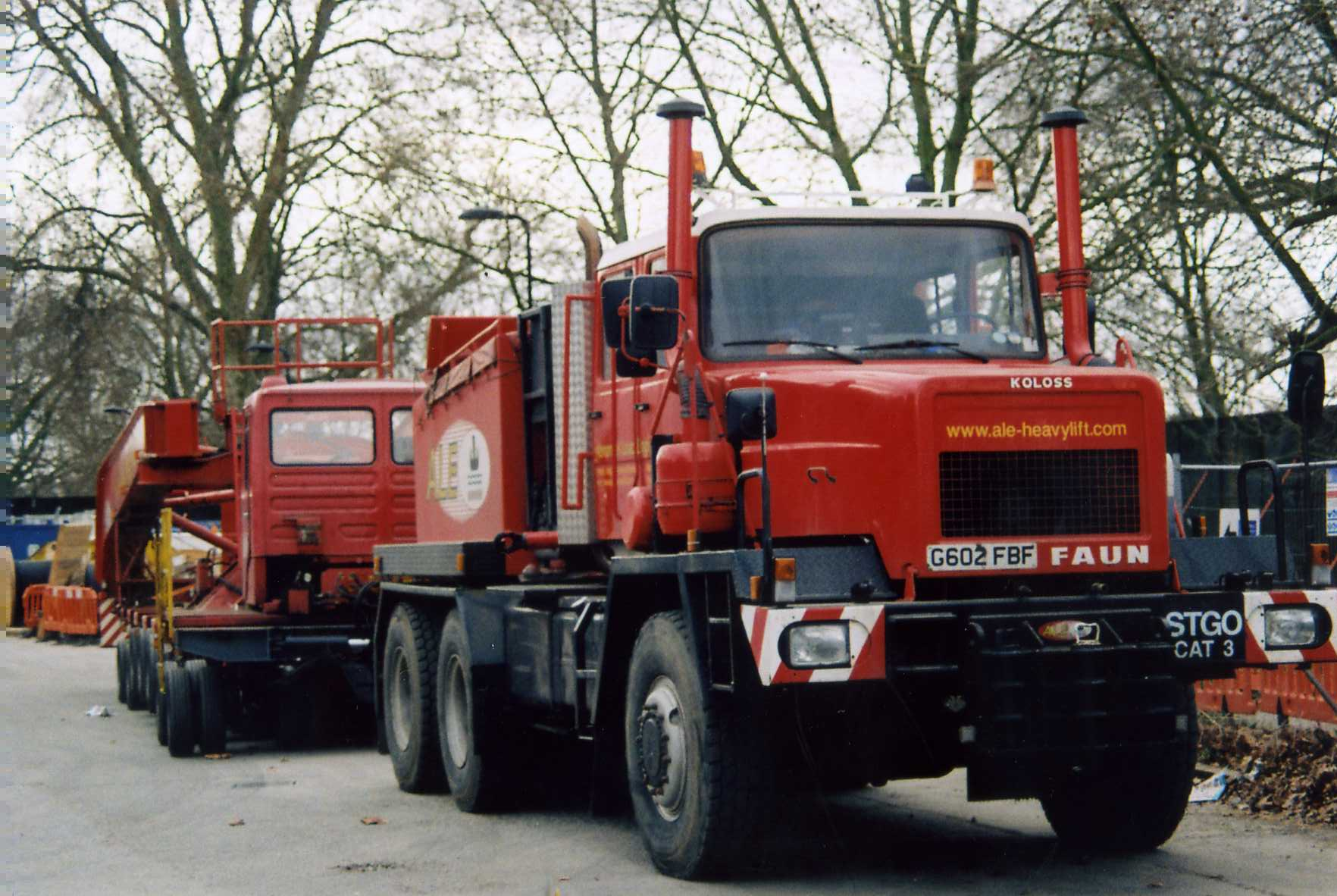
Faun Koloss Bj. 2009

## Technik

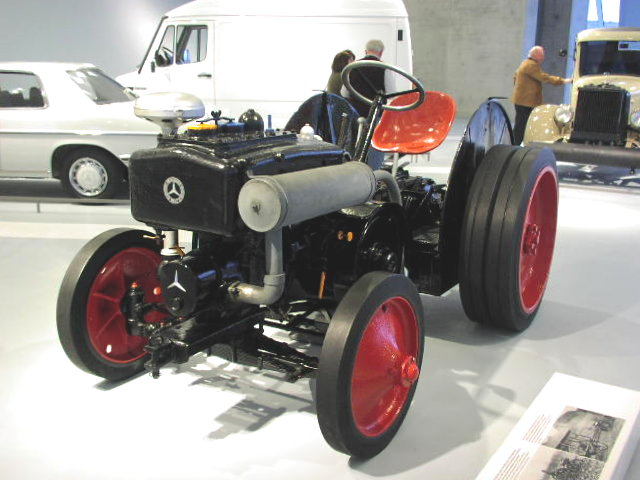
Daimler-Benz OE Straßenschlepper Bj.1928

Die ersten Straßenschlepper Anfang der 1920er Jahre entstanden meist als Abarten des Ackerschleppers: Sie erhielten statt der damals noch üblichen Eisenbereifung eine solche aus Gummi, die Fahrerkabine war häufig geschlossen, das Getriebe erhielt eine andere Übersetzung zum Ermöglichen höherer Geschwindigkeiten. Generell galt, dass jeder Traktorenhersteller auch Straßenschlepper-Varianten seiner Fahrzeuge anbot.
Ferner gab es Straßenschlepper, die aus Lastkraftwagen abgeleitet waren, indem man einfach das übliche Chassis auf ein Mindestmaß verkürzte. Auch hier gilt, dass grundsätzlich jeder LKW-Hersteller seine Fahrzeuge auch mit sehr kurzem Radstand als Schlepper anbot, zumal diese Fahrzeuge auch als Sattelzugmaschinen verwendet werden konnten, die im Laufe der 1930er Jahre in Gebrauch kamen (allerdings in Deutschland damals nur wenig benutzt wurden). Namhafte Hersteller solcher schweren aus LKW abgeleiteten Zugmaschinen waren:
- Büssing-NAG nach Übernahme der Firma Komnick in Elbing,
- Faun-Werke in Nürnberg
- Henschel in Kassel
- VOMAG in Plauen

In einigen Großstädten gab es Firmen, die mehr oder weniger ausschließlich Straßenschlepper bauten:
- Bob Zugmaschinen Hans Hansen, Hamburg-Wandsbek, ca. 1935 – 1945
- Hanno, Hannover-Laatzen, 1935 – 1949
- Kaelble, Backnang, ab 1925
- Maffei bzw. Krauss-Maffei in München, ab 1927
- MIAG in Braunschweig, ab 1935 (auch Ackerschlepper)
- MWM Motorenwerke Mannheim 1923 – 1932
- Primus Traktorengesellschaft, Berlin ab 1932 (auch Ackerschlepper)
- Schöma in Diepholz 1931–34

Die Firma Hanomag in Hannover-Linden baute neben PKW und Ackerschleppern auch Straßenschlepper mit Motorleistungen von 20, 55 und 100 PS und war in der Klasse der schweren Straßenschlepper von den 1930er bis in die 1950er Jahre marktführend.